# 오토기보코
오토기보코(일본어: 伽婢子)는 에도시대에 아사이 료이가 엮은 가나조시다. 1666년(간분 6년) 간행.
중국의 『전등신화』, 조선의 『금오신화』 등의 내용을 차용하여 배경과 인명 등을 무로마치시대, 전국시대 일본으로 번안한 이야기들을 수록하고 있다. 중국의 괴이소설집을 직역한 책으로는 편역자 불명의 『기이잡담집』, 하야시 라잔의 『괴담전서』 등이 선행하는데, 간본으로 판행된 시기는 『오토기조시』가 앞선다. 『오토기조시』가 판행되고 또 읽기 쉽도록 번안됨에 따라 비슷한 제목을 가진 유사품들이 여럿 나오는 유행의 발단이 되었다.
속편으로 『이누하리코』가 있다.